# Matthias Winiger
Matthias Winiger (* 24. März 1943 in Bern) ist ein in Deutschland tätiger Schweizer physischer Geograph und ehemaliger Rektor der Rheinischen Friedrich-Wilhelms-Universität Bonn. 

## Biografie
Matthias Winiger studierte an der Universität Bern Geographie und war anschließend als Berner Dozent tätig. 1988 erhielt er einen Ruf als ordentlicher Professor an die Universität Bonn. Die Forschungsschwerpunkte von Winiger sind Klimatologie, Geoökologie, Hochgebirge, Fernerkundung, Afrika, Karakorum-Himalaya und Alpen. Im Januar 2004 wurde Matthias Winiger vom Senat der Universität Bonn zum Rektor gewählt und blieb bis im Jahr 2008 als Rektor an der Uni Bonn tätig. Winiger ist Mitglied der Akademie der Wissenschaften und der Literatur Mainz.

## Hochschulpolitik
Wegen der Einführung allgemeiner Studiengebühren in Nordrhein-Westfalen geriet Winiger in die Kritik Studierender. Dem Rektor wurde von studentischer Seite vorgehalten, entgegen seinen Beteuerungen, keine ergebnisoffene Diskussion geführt zu haben. Im Sommer 2006 – nach der Einführung der Studiengebühren – wurde Rektor Winiger wie das Rektorat von einer studentischen Vollversammlung zum Rücktritt aufgefordert. Ferner richtete sich die Kritik gegen die Betreuungsbeiträge für ausländische Studierende aus Ländern außerhalb der Europäischen Gemeinschaft in Höhe von 150 € pro Semester.